# Fantozzi contro tutti
Fantozzi contro tutti (Fantozzi contra todos) es un film del año 1980 del director Neri Parenti.
Es el tercer capítulo de la saga del empleado contable Ugo Fantozzi, personaje creado e interpretado por Paolo Villaggio. Por primera vez, el director, que trabajó con el mismo Villaggio, fue Neri Parenti, que más tarde dirigiría otras seis películas de la serie. Las dos primeras películas , Fantozzi (1975) y Il secondo tragico Fantozzi (1976), fueron dirigidas por Luciano Salce.
Esta es la última película de la saga que está inspirada en el libro del autor genovés, los siguientes son todos guiones originales.
Milena Vukotic toma el lugar de Liù Bosisio en el personaje de Pina, y mantendrá ese papel durante el resto de la saga, a excepción de Superfantozzi, donde regresa Bosisio.
Para evitar cualquier incidente, durante la primera escena de la "nueva Pina", Fantozzi confunde a su esposa con una mendiga, y luego se disculpa con ella por no haberla reconocido. Pina es, de hecho, muy diferente a la de la película anterior: la Pina de Bosisio llevaba el pelo suelto, para imitar un dibujo animado, era más cariñosa, fiel y sumisa a su marido, la Pina de Vukotic asume una mímica más compuesta, es más vigorosa y, a veces, incluso le sube la voz a su esposo.
Desaparece por primera vez el personaje de la Señorita Silvani, que apareció en todas las películas de la saga interpretada por Anna Mazzamauro.

## Argumento

### Producto del trabajo
La película comienza mostrando un típico día de trabajo en la Compañía Mega, en donde nadie trabaja (Calboni se afeita la barba, Filini práctica bricolaje, Colsa y Vannini juegan ajedrez y otros juegan al ping pong). A la hora de salir todos huyen rápida y frenéticamente a la salida, creando una gran confusión: Fantozzi, se lanza desde la ventana, pero se golpea violentamente contra el suelo.

### Show Super Porno
En el primer episodio se describe a Fantozzi como un maniático de la televisión, practica durante horas su "deporte" preferido, el zapeo, y tiene el absoluto "récord del condominio": 380 cambios de canal en 26 segundos. Por la noche, el empleado contable sintoniza su show erótico, no entiende que realmente todo ocurre al aire en el pequeño local privado de televisión; emocionado con el acto de la estríper, abarcando televisión, tropieza con el mando a distancia y cambia de canal al azar, sintonizando un canal con una emisión religiosa. Al momento que dijo "¡Quítese la ropa!" a un sacerdote, Pina entra en la habitación, la situación se vuelve embarazosa comprometiendo a Fantozzi, que dice con voz ahogada: "Yo hacía... las oraciones".

### Vacaciones Alternativas
En el segundo episodio, Fantozzi fue a Ortisei para pasar el invierno junto con muchos de sus colegas. Durante el viaje en el tren Fantozzi no puede dormir porque sus amigos lo echan del compartimento, culpándolo del mal olor (provieniente realmente del aparato digestivo de Calboni). Llegando al lugar de destino el empleado, que había prometido a su esposa a perder al menos 5 kg, decidió refugiarse en la clínica de "adelgazamiento alternativo", cuyo jefe es el muy estricto profesor alemán Birkermaier. Él obliga a Fantozzi ayunar durante seis días y luego lo obliga a mantener una cena luculliana, en un gesto de desafío: el protagonista no puede resistir la tentación de comer las místicas "albóndigas de Baviera".

### Cecco, hijo del panadero Antonello
En el tercer episodio se descubre que la Sra. Pina estaba enamorada del joven panadero Cecco. Fantozzi va a hablar con el vulgar muchacho que se muestra totalmente desinteresado en la esposa del contador, de hecho, la define como un "monstruo": Pina escucha el diálogo, prefiriendo quedarse con su marido.

### Copa Cobram
En el cuarto episodio, el director hereditario de la Compañía Mega muere de rubéola. Es llamado para sustituirlo el Visconte Cobram, fanático del ciclismo. El nuevo Director exige que todos los empleados se dediquen al ciclismo y más tarde organiza una carrera de bicicletas (llamada en su honor Copa Cobram) que Fantozzi, a través del uso de sustancias químicas, encabeza desde el principio, sin embargo, un error al ir por el camino equivocado hace que su esfuerzo sea en vano.

### En el barco con Barambani
En el quinto episodio, el director Barambani invita a Filini y a Fantozzi a su barco personal (al que llama Il bracciante): de hecho, la promesa del "paseo" de Barambani es solo una excusa usada por él para usar a los dos empleados como sus esclavos.

### El mega presidente Arcángel
En el sexto y último episodio Fantozzi expresa el deseo de escribir en el cielo, la frase "El Mega Presidente es un idiota", el muy pesado insulto hace que la Junta convoque a los empleados a una prueba de caligrafía para descubrir al culpable. Fantozzi es inevitablemente encontrado, viéndose obligado a sustituir el nombre del Mega Presidente con el suyo, despertando la risa de sus amigos.